# Georg Vorhauer

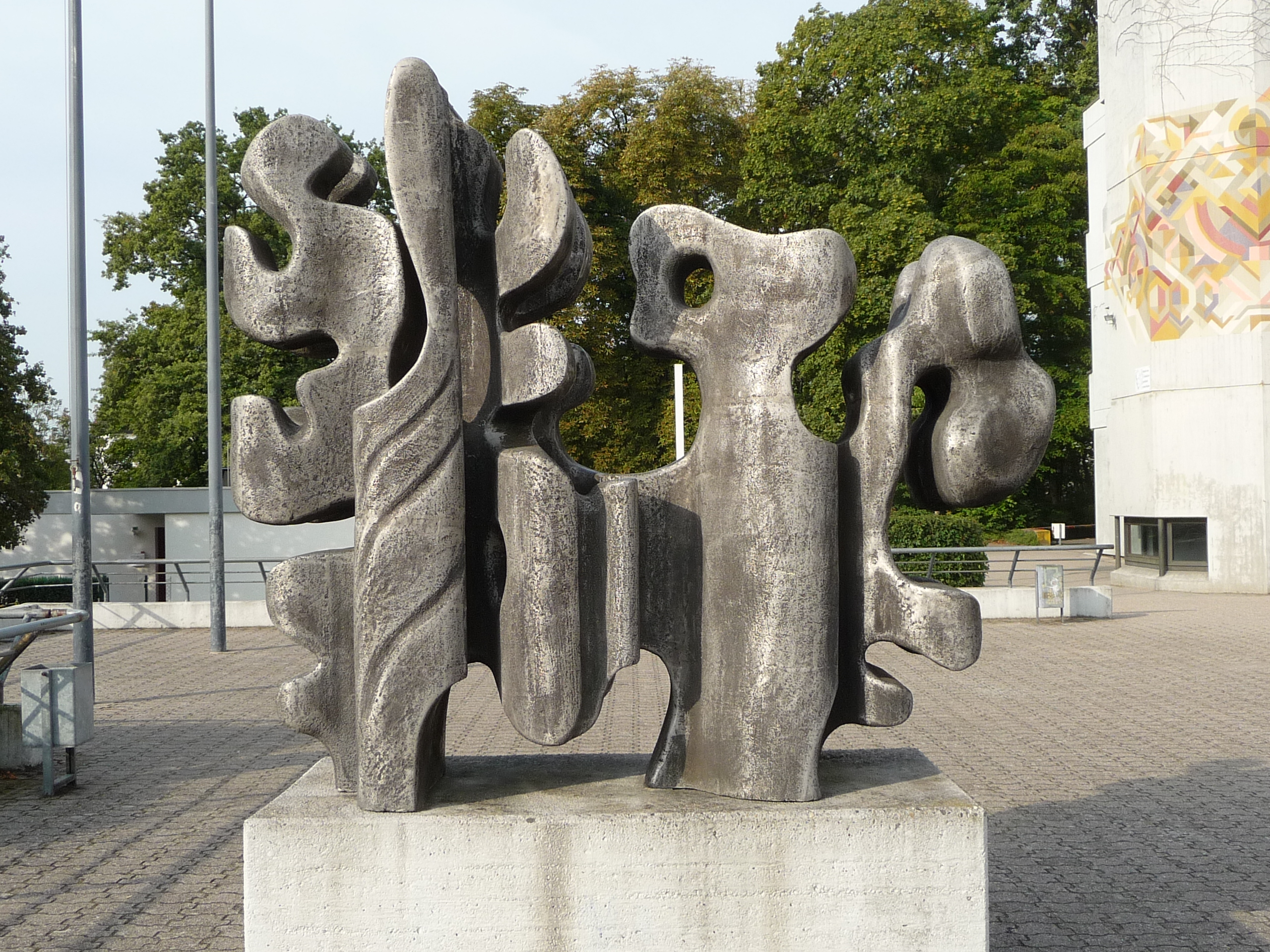
Skulptur Syntax (1973), Germersheim

Georg Vorhauer (* 4. November 1903 in Paris; † 13. September 1987 in Neustadt an der Weinstraße) war ein deutscher Maler, Zeichner und Bildhauer.

## Leben und Werk
Von Paris, wo sein Vater, ein Münchner Kunsttischler, beruflich tätig war, übersiedelte die Familie 1905 nach Speyer. 1917 kam Vorhauer zu einem Lithografen in die Lehre, anschließend erlernte er – beim Vater – das Schreiner-Handwerk, bis hin zum Meisterbrief als Möbeltischler im Jahr 1929. Im Jahr darauf begann er sein Studium an der Freien Akademie in Mannheim, 1931 wechselte er an die Akademie Karlsruhe und wurde Schüler von Albert Haueisen.
Als dieser aus politischen Gründen seine Professur niederlegte, wurde Vorhauer dessen Assistent und (privater) Meisterschüler in Jockgrim / Pfalz. 1936 wurde Vorhauer zu einem Gaststudium an die Akademie Berlin eingeladen; 
bei Kurt Wehlte studierte er Wandmalerei. Bereits im Jahr darauf erhielt er, als Preisträger eines Wettbewerbs, seinen ersten öffentlichen Auftrag: ein Wandbild in Sgraffito-Technik in einer Schwimmhalle in Berlin-Zehlendorf.
1937 ließ sich Vorhauer in Neustadt an der Weinstraße nieder und erhielt weitere öffentliche Aufträge. Vorhauer war Mitglied der SA. Er beteiligte sich 1942 in Dresden an der „Kunstausstellung der SA“ und in der Zeit des Nationalsozialismus an weiteren Ausstellungen.
1939 zum Kriegsdienst eingezogen, kehrte er erst 1948 aus der Kriegsgefangenschaft in Frankreich zurück. Vorhauer war Gründungsmitglied der Pfälzer Künstlergenossenschaft 1953 und des Künstlerbundes Rhein-Neckar 1963.
Vorhauer schuf Gemälde, Grafiken und Plastiken. Nach Anfängen im Umkreis des Spätimpressionismus wandte sich Vorhauer, angeregt durch die niederländische Gruppe De Stijl, die Kubisten und die Ecole de Paris der großflächigen Malerei und der Plastik zu, die sowohl in konkreter als auch abstrakter Form hervortritt und ab den 1970er Jahren durch leuchtende Farbigkeit gekennzeichnet ist.
Zur Bildhauerei fand Vorhauer erst in den 1960er Jahren – auf autodidaktischem Weg. Für staatliche, kommunale und kirchliche Gebäude schuf er Wand- und Bodengestaltungen, Mosaike und Reliefs aus Holz, Stein, Marmor und Kupfer, nicht selten großflächig und rhythmisch gegliedert. Als Beispiele können ein 50 Quadratmeter großes Wandbild aus Holz und Glasmosaik mit Gold für den Kleinen Saal der Stadthalle in Speyer oder das fast 24,5 Quadratmeter große hölzerne Wandrelief an der Stirnseite des Sitzungssaales der Oberfinanzdirektion in Neustadt an der Weinstraße genannt werden. Seine Freiplastiken sind häufig mit Durchblicken durchsetzte, biomorph-vegetative, wand- oder stelenartige Strukturen, Inbilder für Werden und Wachsen; seine bevorzugten Arbeitsmaterialien hierbei waren Beton und Aluminium. 

„Diese wild zerklüfteten Reliefwände mit ihren Schründen, Abgründen und Tiefen sind Landschaften meditativer Faszination, seine Säulen, Stelen und obeliskenhaften Plastiken streng geordnete Materialisationen musikalischer Kompositionsgesetze: Fugen und Präludien.“

## Auszeichnungen
- 1975 Bundesverdienstkreuz am Bande
- 1984 Picasso-Medaille der Vereinigung Pfälzer Kunstfreunde; Goldene Ehrennadel der Stadt Neustadt an der Weinstraße

## Werke (Auswahl)
Vorhauer schuf etliche Arbeiten, die als Kunst am Bau öffentlich aufgestellt sind.
- 1965 Relief. Aluminium, 420 × 200 cm, Deutsche Post, Weißquartierstraße Ecke Industriestraße, Landau in der Pfalz
- 1966 Große Gitterplastik. Betonguss, 450 cm hoch, Burgfeldschule, Georg-Kerschensteiner-Straße Ecke Carl-Zeiss-Straße, Speyer
- 1967 Große Gitterplastik. Betonguss, 400 cm hoch, Karl-Kreuter-Schule, Ludwigshafen am Rhein[7]
- 1969 Stürzender Ikarus. Aluminium, patiniert, 700 cm hoch, Paul-von-Denis-Schulzentrum, Neustückweg, Schifferstadt
- 1973 Syntax. Aluminium, patiniert, 265 cm hoch, Weizsäcker-Realschule, August-Keiler-Straße, Germersheim. Auftrag: Landkreis Germersheim
- 1974 Quadrinom. Betonguss, 700 cm hoch, Realschule Plus, Landwehrstraße 20, Neustadt an der Weinstraße - Böbig
- (ca. 1974) Entfaltung. Betonguss, ca. 2,50 hoch. Hauptverwaltung Heidelberger Zement AG, Berliner Straße, Heidelberg
- 1974/75 Yggdrasil (immergrüne Weltesche). Aluminium, 600 cm hoch, Schulzentrum Süd, Im Stadtwald 2, Kaiserslautern[8]
- 1978 Brunnen. Klemmhof, Neustadt an der Weinstraße
- 1982 Große Gitterplastik. Weißbeton, ehedem: Messe, Pirmasens (eingelagert)
- (Jahr nicht bekannt) Kugelplastik. Bronze, Gemeindezentrum Mutterstadt

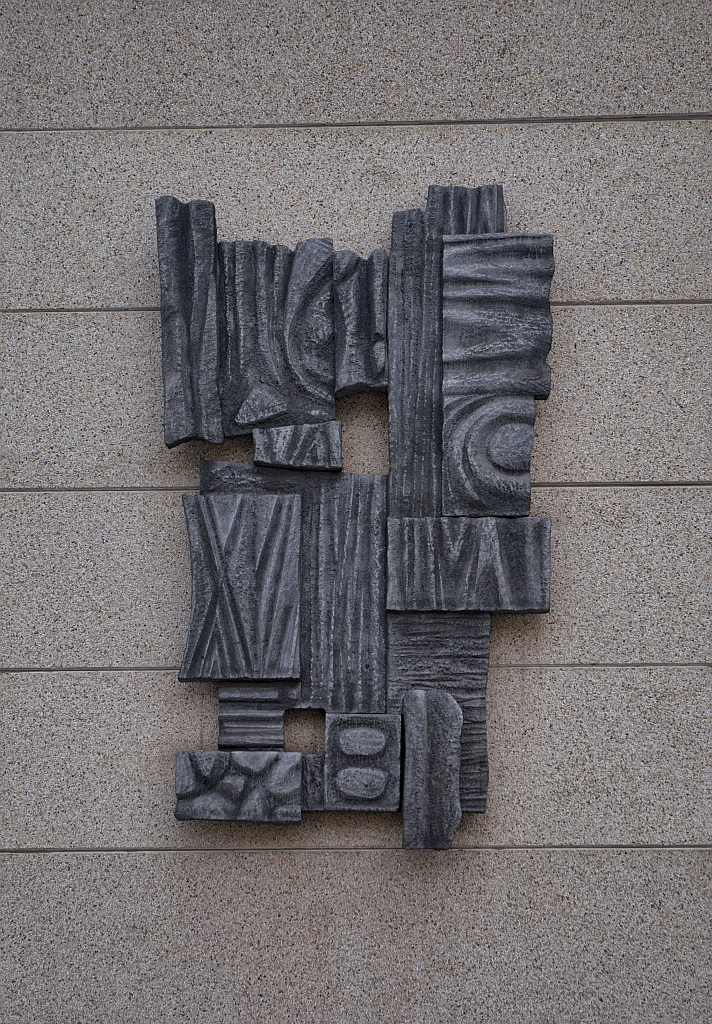
Relief (1965), Landau in der Pfalz
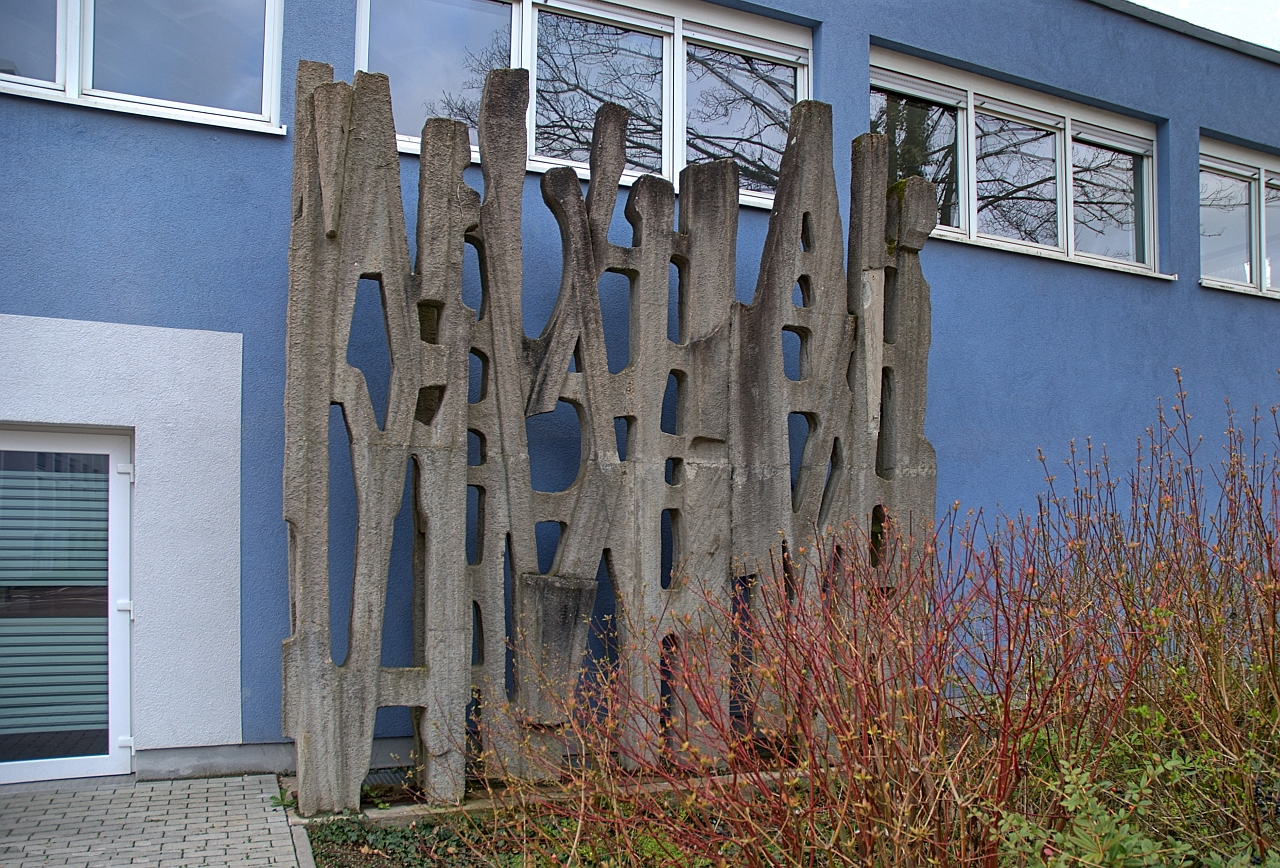
Große Gitterplastik (1966), Speyer
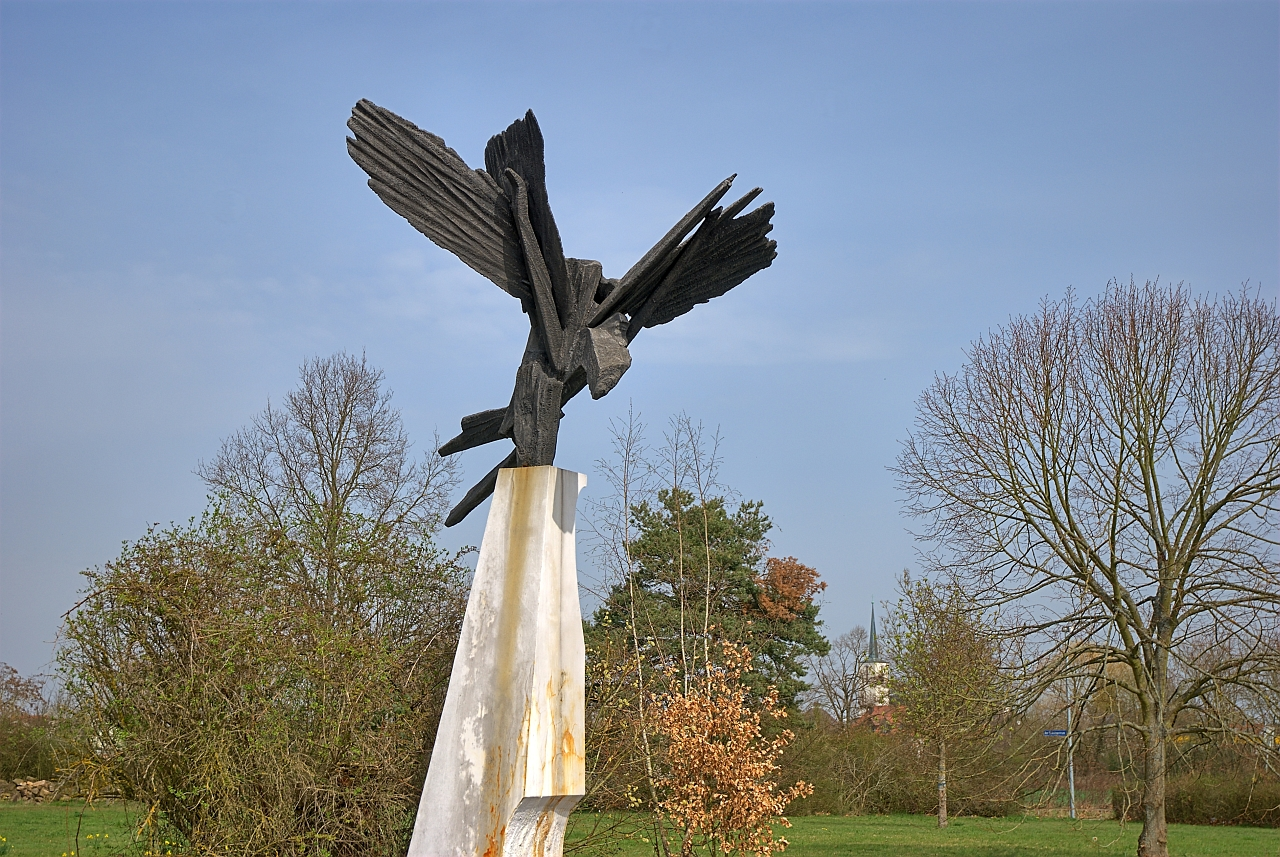
Stürzender Ikarus (1969), Schifferstadt
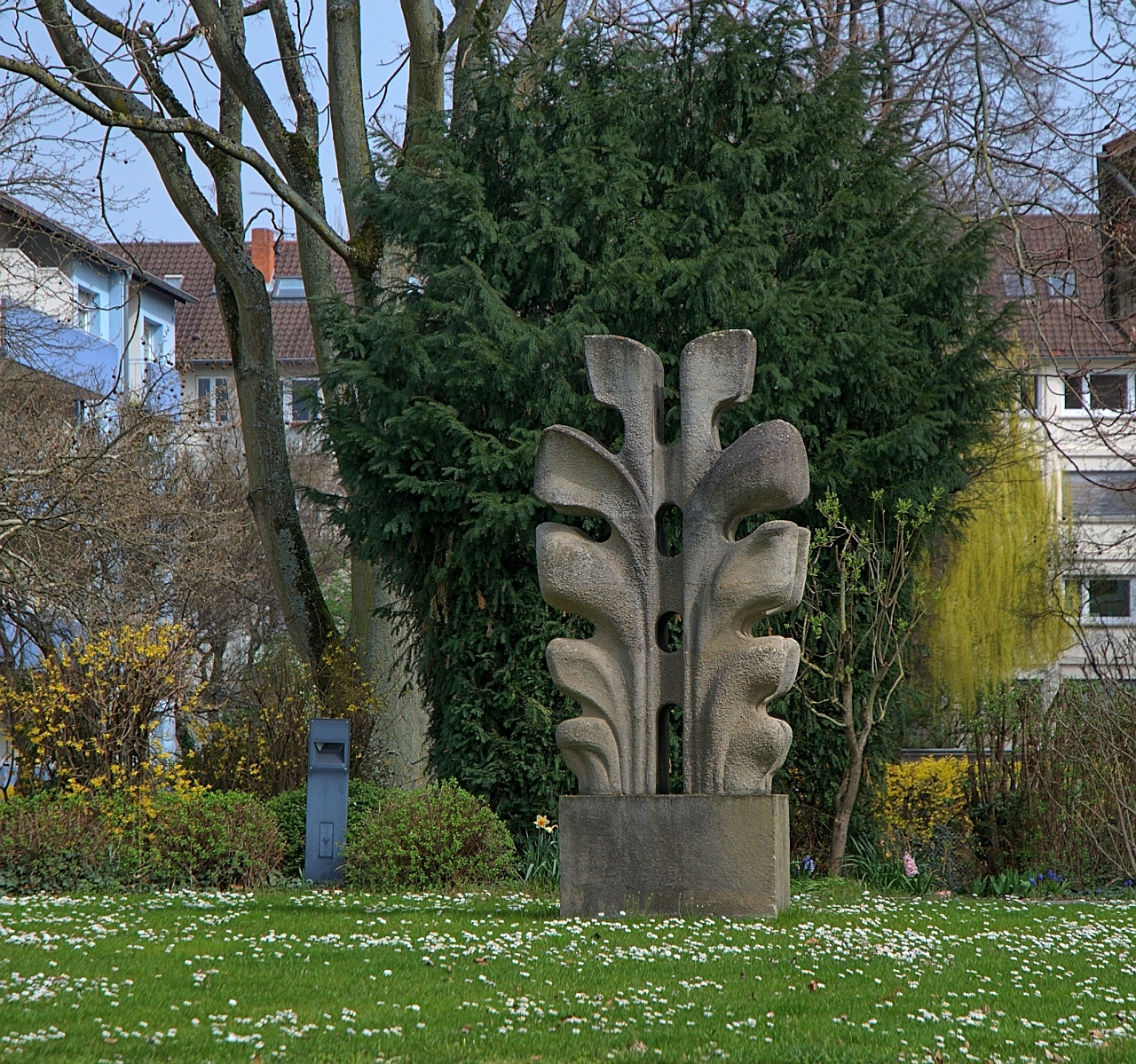
Entfaltung (ca. 1974), Heidelberg
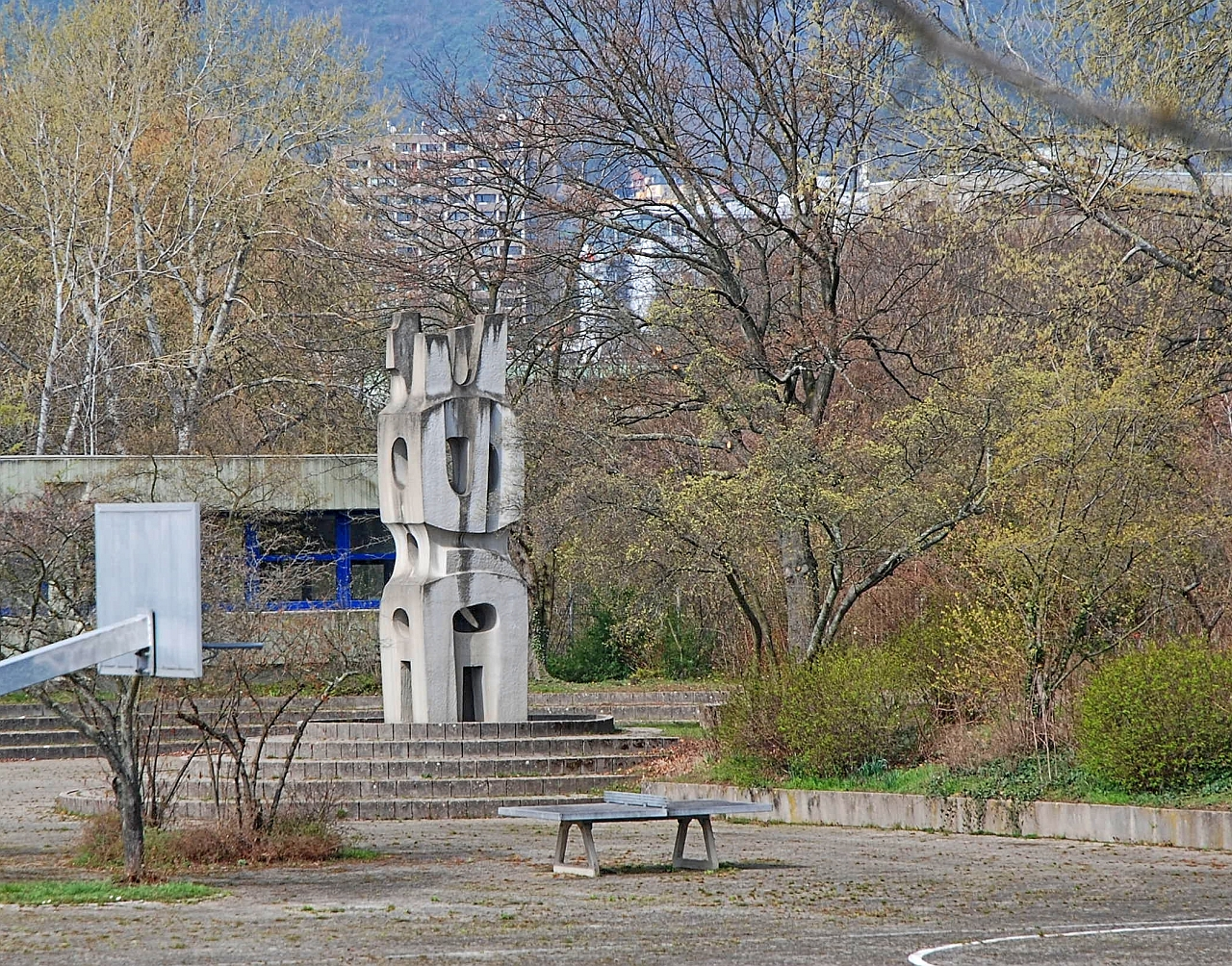
Quadrinom (1974), Neustadt an der Weinstraße - Böbig

## Einzelausstellungen (Auswahl)
Zu den mit „K“ gekennzeichneten Ausstellungen erschien ein Katalog.
- 1966 Bürgermeister-Ludwig-Reichert-Haus, Ludwigshafen am Rhein, sowie Neustadt an der Weinstraße (mit Martin Mayer)K
- 1973 Foyer des Saalbau-Theaters, Neustadt an der Weinstraße (anlässlich des 70sten Geburtstags)
- 1976 Pfalzgalerie KaiserslauternK
- 1984 Kunstverein SpeyerK
- 1984/85 Kunstverein Ludwigshafen am Rhein e.V.K
- 1988 Herrenhof Mußbach, Neustadt an der Weinstraße
- 2003 Herrenhof Mußbach, Neustadt an der Weinstraße (Retrospektive)

## Sammlungen (Auswahl)
- Pfalzgalerie Kaiserslautern
- Wilhelm-Hack-Museum, Ludwigshafen
- Mittelrheinisches Landesmuseum Mainz
- Historisches Museum der Pfalz, Speyer
- Heidelberger Zement AG, Heidelberg
- Kunsthalle Mannheim